# Sulbiate
Sulbiate (Sulbiad in dialetto brianzolo) è un comune italiano di 4 537 abitanti della provincia di Monza e della Brianza in Lombardia.

## Storia
Il comune di Sulbiate, costituito nel 1909 dalle antiche comunità di Sulbiate Inferiore, Sulbiate Superiore, Brentana e dalle cascine Cà e Cazzullo, è ubicato a 28 chilometri a nord-est del capoluogo lombardo. Il toponimo compare per la prima volta in un documento dell'anno 998 nella forma "Sebeate", dal XIII secolo in poi viene citato come "Subiate" e infine, a partire dal XVI secolo, come Sulbiate. Esso parrebbe derivare dal nome proprio latino Salvius o Sulvius, con l'aggiunta del suffisso celtico -ate: l'etimologia ipotizzerebbe dunque l'origine romana dell'antico villaggio. A quell'epoca risalgono i massicci muri di un caseggiato con annessa torre Colombera, situato nei pressi della chiesa parrocchiale, esiste inoltre, addossato ad un muro del cortile di palazzo Baraggia, un sarcofago d'epoca romana, risalente al III secolo d.C.
Della parrocchiale, intitolata a sant'Antonino martire, troviamo menzione in un documento del XII secolo, anche se le sue origini sono più antiche; assurta a dignità parrocchiale nel XVI secolo per volere del cardinale arcivescovo Carlo Borromeo, venne ricostruita nel 1783 e ampliata nel 1933.
Di un antico monastero di benedettine risalente all'XI secolo rimane la chiesina di S. Ambrogio, con una pregevole abside romanica in pietra ed un campaniletto in laterizi del XIV-XV secolo, la facciata è invece frutto di un mediocre restauro del 1940. Degni di nota, all'interno, sono gli affreschi, datati tra il XIII ed il XV secolo.
Poco distante si erge il castello, edificato alla metà del XV secolo dal ricco Paolo Lampugnani, mercante d'oro e d'argento milanese, del quale è visibile lo stemma marmoreo nel primo cortiletto interno. Nel XVI secolo il fortilizio passava, attraverso un matrimonio, alla nobile famiglia milanese degli Arcimboldi.
Nel 1727, con la morte del marchese Guidantonio, il casato si estingueva e il castello veniva ereditato dal luogo pio "Stelline" di Milano. Nel secolo scorso fu acquistato dai Rocchi e nel 1905 dai Cremonesi, proprietari attuali.
Si suppone che Sulbiate sia il luogo di nascita del compositore Antonio Brioschi, appartenente alla scuola sinfonica milanese.
Di antica origine è la chiesina di S. Pietro Apostolo, poiché ad essa si accenna nel Liber Sanctorum Mediolani del XIII secolo. Restaurata nella prima metà del Settecento dalla famiglia Avignoni e poi completamente ricostruita nel 1932, secondo alcuni documenti sarebbe stata edificata per volere della famiglia Figini, grandi proprietari terrieri nel nostro comune nel XIV secolo.
A loro si deve anche la realizzazione dell'attuale Palazzo Baraggia, posto accanto alla menzionata chiesina, e risalente presumibilmente al XVI secolo; l'aspetto attuale dell'edificio è frutto di modifiche operate fra il XVIII ed il XIX secolo, operate dai Biffi, successi ai Figini ed estinti alla fine del Settecento.

### Simboli
Lo stemma e il gonfalone sono stati concessi con decreto del presidente della Repubblica del 2 maggio 1973.
Il mastio al centro della scudo ricorda il castello di Sulbiate Inferiore, della seconda metà del secolo XV, che era stato a suo tempo residenza delle famiglie Lampugnani e Olgiati. L'argento e il rosso sono i colori del territorio milanese.
Il gonfalone è un drappo partito di rosso e di bianco.

## Monumenti e luoghi d'interesse

### Chiesa di Sant'Antonino Martire
L'accenno più antico che si conosce relativo alla chiesa di S. Antonino in Brentana è contenuto in una pergamena del 1138. Con l'incremento demografico dei tempi successivi, cresceva l'esigenza di una nuova chiesa che, per iniziativa del parroco don Stefano Binda, venne edificata tra il 1780 e il 1783. Col passare dei decenni, l'incremento demografico costringeva il parroco don Pietro Mandelli ad attuare un grande ampliamento dell'edificio, consistente nella costruzione del transetto e della cupola, compiuto nel 1932. La chiesa veniva solennemente consacrata nel 1934 dal cardinale Alfredo Ildefonso Schuster, arcivescovo di Milano, ed è quella che ancora oggi possiamo ammirare.

### Chiesa di Sant'Ambrogio
La chiesina di S. Ambrogio faceva parte di un monastero di monache benedettine, la cui edificazione veniva autorizzata con una bolla di Papa Silvestro II nell'anno 1000 e che, dopo circa cinque secoli, era soppresso (1492) con una bolla di Papa Alessandro VI. Caseggiati e terre venivano inglobati nel patrimonio fondiario del monastero di S. Margherita di Milano sino al 1789, anno in cui venivano venduti al conte Giacomo Muggiasca. Alla sua morte (1822) passavano al fratello Giambattista. Da quest'ultimo erano lasciati in eredità all'Ospedale S. Anna di Como fino al 1933, quando la chiesina fu acquistata dal parroco don Pietro Mandelli per lire 3500 più lire 1000 per il trapasso di proprietà. Il piccolo edificio sacro che possiamo attualmente ammirare è però circa la metà dell'antico tempio; la parte anteriore veniva demolita presumibilmente agli inizi del XVII secolo in adempimento ad un decreto seguito alla visita pastorale del cardinale Borromeo del 1581: "… il campanile ed anche un'altra parte di questo oratorio… può essere concesso alla fabbrica della chiesa" per la costruzione della nuova chiesa. Fortunatamente il campanile era risparmiato e proprio ai lati della torre campanaria venivano erette due pareti a modo di facciata della parte restante della chiesina. Tra il 1940 e il 1942 il parroco don Pietro Mandelli, intraprendendo il restauro dell'edificio, faceva demolire quelle pareti e costruiva ex novo l'attuale facciata, innalzava il tetto e faceva costruire il cupolino absidale, successivamente affrescato dal prof. Marigliani di Bergamo. All'interno possiamo ammirare affreschi di diverse epoche, comprese fra il XIII e il XV secolo, di autori anonimi. L'affresco sulla parete sinistra raffigura la Vergine in trono con il Bambino, santa Caterina, un altro santo di dubbia identificazione e, inginocchiata, la dedicatrice del dipinto. Poco dopo, San Giorgio a cavallo nell'atto di uccidere il drago. Sulla parte sinistra dell'abside sono raffigurate la Vergine allattante ed una Santa; mentre su quella destra, nella parte superiore, S. Ambrogio fra i SS. Protaso e Gervaso e S. Taide, nella parte inferiore S. Antonio Abate, S. Ambrogio e S. Giovanni Battista. Sulla parete destra infine S. Apollonia ed altri Santi non ancora meglio identificati. All'esterno, oltre alla notevole abside in pietra di serizzo, è da notare, sporgente da un contrafforte del lato sud, una piccola scultura raffigurante un grifone (Gesù) che serra e morde una serpe (il male) liberando una colomba (l'anima umana) verso Dio. L'arredo liturgico in marmo è opera di Pasquale Galbusera.

### Chiesa di San Pietro Apostolo
La chiesina dedicata a S. Pietro Apostolo risale al 1931. Fu costruita grazie alla generosità della famiglia Beretta e poi donata nel 1933 con regolare atto notarile alla fabbriceria della Parrocchia di Brentana. La nuova chiesa sorse sul luogo di un precedente edificio sacro, al quale si accenna per la prima volta nel "Codice" di Goffredo da Bussero del XIII secolo, che sarebbe stato voluto dalla famiglia Figini, la maggiore proprietaria terriera nel villaggio di Sulbiate Superiore nel XVI secolo. Una descrizione del suo interno, relativamente recente, si trova negli atti della visita pastorale del cardinale Giuseppe Pozzobonelli (anno 1756); da essi si rileva che l'altare era ornato con "l'immagine della Beata Maria Vergine che tiene il divino Bambino e che consegna le chiavi a S. Pietro Apostolo... " circondata "da parecchie immagini di angeli e da altre sacre pitture" Un'iscrizione, dal lato del Vangelo, ricordava i morti della peste del 1630 che qui erano stati sepolti: "Chiunque tu sia, memore della tua mortalità, domanda la quiete eterna per le anime delle persone uccise dalla peste, le cui ossa giacciono in questo sacello". Una seconda iscrizione, dal lato dell'Epistola, ricordava un recente restauro: "Questo sacello consacrato al primo degli Apostoli un tempo squallido e diroccato per l'antichità, dapprima la pia famiglia degli Avignoni e poi gli abitanti di questo Sulbiate, raccolti denari e fatiche, restituivano in questa forma più elegante. Anno di Cristo 1724". Malgrado quei restauri ed i successivi - del 1772, costati oltre 200 lire alla comunità di Sulbiate Superiore, del 1789 e del 1863, quando per iniziativa del parroco don Ercole Riva e con congrua donazione del cav. Carlo Francesco Biffì si provvedeva ad un nuovo altare - l'antica chiesina venne demolita nella prima metà del nostro secolo. Di essa rimane la lapide in pietra, collocata all'esterno, a sinistra dell'ingresso, che ricorda i morti della peste del 1630.

### Castello Lampugnani
Nel corso del XV secolo il villaggio di Sulbiate era per gran parte di proprietà della famiglia Foppa, che era presente nei luogo da oltre cent'anni. Ma la prima metà del Cinquecento vedeva il declino economico di questa famiglia, che fu costretta a vendere i fondi a vantaggio della nuova borghesia, in questo caso rappresentata da Paolo Lampugnani. Costui era un mercante milanese di oro ed argento e già nel 1449 era in buoni rapporti con alcune importanti famiglie della zona sulbiatese. In pochi anni diventava padrone di più della metà delle terre del villaggio e, nel 1452, otteneva dal duca Francesco Sforza il privilegio di costruirvi un castello, completato nel 1455. Pochi anni dopo, alla sua morte, tutti i beni passavano alla figlia Susanna, che sposando un altro Lampugnani, Prospero, faceva in modo che il castello rimanesse nelle mani del casato milanese. Nel 1481 erano ultimati gli interni del fortilizio previo il consenso dell'autorità ducale, nonostante i rapporti tra Lampugnani e Sforza non fossero stati sempre di stima e cordialità. Nel 1467, infatti, una congiura organizzata da Giovanni Andrea Lampugnani, Girolamo Olgiati e Carlo Visconti portava alla morte del duca Galeazzo Maria Sforza. Naturalmente i congiurati pagarono con la vita il loro gesto, ma anche i loro casati dovettero subirne le conseguenze. E così veniva mozzata una delle due torri angolari del castello di Sulbiate, quella del lato sud-est, e molto probabilmente ci fu anche qualche confisca di beni. Tuttavia il castello rimaneva nelle mani di Prospero e Susanna Lampugnani e, quando la figlia Chiara nel 1486 sposava Niccolò Arcimboldi, tutte le proprietà terriere e immobiliari di Sulbiate, valutate oltre sedicimila lire, passavano a quest'altra famiglia, originaria di Parma. Lo stemma familiare dei Lampugnani-Olgiati rimase tuttavia impresso in una fascia della torre del castello. Nel 1524 Chiara Lampugnani, vedova già dal 1513, stabiliva nel testamento un vincolo su tutti i beni immobili di Sulbiate, che perciò non potevano essere venduti e neppure obbligati dai suoi tre figli. Gli Arcimboldi ne rimanevano così proprietari fino al 1727, anno in cui si spegneva Guidantonio, ultimo rappresentante della famiglia, che nominava erede universale il Luogo Pio della Stella di Milano. Da qui l'intera possessione passava verso il 1854 ai Rocchi, famiglia arricchitasi grazie al commercio della seta. La fortuna della famiglia si incrementò poi anche grazie a matrimoni estremamente convenienti come quello tra Cesare e la contessa Teresa Cocastelli, marchesa di Montiglio. Durante l'Ottocento si registrarono le più recenti rielaborazioni strutturali del castello, già occorse più volte nel corso dei secoli precedenti. In seguito però, il tenore di vita troppo alto provocò un declino irreversibile dei Rocchi, che furono costretti a vendere tutti i possedimenti all'asta. Questi, nel 1905, passavano alla famiglia di Giulio Cesare Cremonesi, attuale proprietaria. 

### Villa Baraggia
Ubicata accanto all'antica piazza comunale e alla chiesina di S. Pietro Apostolo, con le case contadine accanto ad essa e costruite con lo stesso stile, la villa era il simbolo del potere fondiario delle famiglie che l'abitavano ed era il perno attorno a cui ruotava l'attività della comunità agricola di Sulbiate Superiore. Edificata dai Figini, il cui stemma è tuttora visibile al centro dell'arco del portone d'ingresso, il complesso architettonico è costituito da una corte circondata su tre lati da magazzini, portici, laboratori e dalla villa propriamente detta, alle spalle della quale si estende l'ampio giardino cintato. Della dimora sì parla per la prima volta in un "inventario" del 1564, allorché si afferma che il signor Niccolò Figini possiede "un casamento da "gentilhomo" con annessi un torchio e un giardino. La famiglia Figini si estingueva dopo il 1729 con suor Laura Giovanna, al secolo Gerolama. spentasi nel convento milanese di Santa Marcellina. La villa di Sulbiate e tutti i possedimenti annessi passavano così per lascito testamentario alla fabbrica di S. Sebastiano di Milano e da questa, dopo essere stati messi all'asta nel 1750, venivano acquistati dalla famiglia Biffi. Al 1778, epoca in cui avveniva una divisione di proprietà tra i figli dei fratelli Giacomo Antonio e Carlo Francesco Biffi, risale una descrizione particolareggiata del palazzo; in particolare si desume l'esistenza di una "peschiera", di "fornelli… ad uso della Filanda" ubicati sotto i portici del corpo di fabbrica ai lati del cortile e di un "forno". Della villa in sé si evidenziano il porticato centrale "…con quattro pilastri di pietra molera finiti con sua base, e capitello, e sue lesene simili" e diversi locali, dotati di camino, adibiti a studio, salotto e così via. Il valore dell'intero complesso era stimato in lire 12.749, soldi 7 e denari 2, cospicuo se si pensa che i caseggiati abitati dai contadini erano valutati dalle 600 alle 2.000 lire al massimo. La famiglia Biffì si estingueva con la morte del Cav. Carlo Francesco (1879) e la sua salma era tumulata nel sepolcreto eretto sul limitare del sagrato della chiesa parrocchiale. Nel suo testamento del 1877 aveva nominato eredi universali i cugini ing. Giovanni e rag. Francesco, fratelli Beretta, di Tregolo (Costa Masnaga). La villa sulbiatese rimaneva nelle loro mani sino al 1935. Nel 1936 veniva acquistata dal signor Mario Baraggia i cui discendenti ne sono ancora in possesso.

## Società

### Evoluzione demografica
Comune di Sulbiate Inferiore
- 272 nel 1751
- 250 nel 1771
- 414 nel 1805
- annessione ad Aicurzio nel 1809
- annessione a Bellusco nel 1811
- 604 nel 1853
- 666 nel 1861
- annessione a Bernareggio nel 1869

Abitanti censiti

## Amministrazione
| periodo | periodo   | nome                      | partito                            | carica                  |
| ------- | --------- | ------------------------- | ---------------------------------- | ----------------------- |
| 2022    | in carica | Carla Alfonsa Della Torre | lista civica "Per Sulbiate"        | sindaco                 |
| 2017    | 2022      | Carla Alfonsa Della Torre | lista civica "Per Sulbiate"        | sindaco                 |
| 2012    | 2017      | Andrea Crespi             | lista civica "SI Sulbiate Insieme" | sindaco                 |
| 2011    | 2012      | Alessandra Lazzari        | -                                  | commissario prefettizio |
| 2009    | 2011      | Maurizio Stucchi          | lista civica "SI Sulbiate Insieme" | sindaco                 |
| 2004    | 2009      | Maurizio Stucchi          | lista civica "SI Sulbiate Insieme" | sindaco                 |
| 1999    | 2004      | Marina Giorgi             | lista civica "Comune Aperto"       | sindaco                 |

### Esplicative
1. ↑  Pietra molera: roccia sedimentaria di colore giallo-grigio. Per maggiori dettagli vedi Lezioni di Petrografia Applicata Archiviato il 13 agosto 2022 in Internet Archive.

### Bibliografiche
1. 1 2   Bilancio demografico mensile anno 2025 (dati provvisori), su demo.istat.it, ISTAT.
2. ↑   Classificazione sismica (XLS), su rischi.protezionecivile.gov.it.
3. ↑   Tabella dei gradi/giorno dei Comuni italiani raggruppati per Regione e Provincia (PDF), in Legge 26 agosto 1993, n. 412, allegato A, Agenzia nazionale per le nuove tecnologie, l'energia e lo sviluppo economico sostenibile, 1º marzo 2011,  p. 151. URL consultato il 25 aprile 2012 (archiviato dall'url originale il 1º gennaio 2017).
4. ↑   Comune di Sulbiate - Chiesa di S. Ambrogio, su www.comune.sulbiate.mb.it. URL consultato il 22 maggio 2025.
5. 1 2 3  Contino, Castello di Sulbiate.
6. ↑  Statistiche I.Stat ISTAT  URL consultato in data 28-12-2012..
Nota bene: il dato del 2021 si riferisce al dato del censimento permanente al 31 dicembre di quell'anno. Fonte:  Popolazione residente per territorio - serie storica, su esploradati.censimentopopolazione.istat.it.